# Jelka Pirkovič
Jelka Pirkovič (poročena Kocbek), slovenska umetnostna zgodovinarka, konservatorka in političarka, * 26. marec 1948. Oče je bil iz znane partizanske družine Pirkovič, mati iz družine Bebler. 
Na FF v Ljubljani je 1973 diplomirala in 1978 magistrirala iz umetnostne zgodovine ter 1992 doktorirala iz konservatorstva. V letih 1978-85 je delala kot samostojna raziskovalka Urbanističnega inštituta RS v Ljubljani, 1985-95 je bila zaposlena na Zavodu RS za varstvo naravne in kulturne dediščine (1991–95 kot direktorica). Po reorganizaciji je bila svetovalka vlade na Ministrstvu za kulturo RS oz. tedanjemu organu v sestavi, Upravi RS za kulturno dediščino (ukinjena 2004). Med 1991–95 je na FF v Ljubljani honorarno predavala konservatorstvo. Raziskuje novejšo arhitekturo in urbanizem na Slovenskem in se posebej ukvarja s poznim 19. in prvo polovico 20. st. (Izgradnja sodobnega Maribora. Mariborska arhitektura in urbanizem med leti 1918 in 1976, 1982; Secesijska arhitektura v Sloveniji, 1997, soavtorica) ter urbano zgodovino in morfologijo (Oblikovni značaj Novega mesta, ZUZ 1983; Zgodovina urbanih oblik. Kostanjevica na Krki, 1985; Srednjeveška mesta, 1998, soavtorica), preučuje pa tudi teorijo in zgodovino konservatorstva (Osnovni pojmi in zasnova spomeniškega varstva v Sloveniji, 1993; Celostno ohranjanje naselbinske dediščine, 2005). Delala je v različnih evropskih združenjih za področje kulturne dediščine.
V času 8. vlade Republike Slovenije je bila državna sekretarka na ministrstvu za kulturo. 
Med letoma 2012 in 2014 je bila direktorica Zavoda RS za varstvo kulturne dediščine. Zatem se je upokojila. V 14. vladi RS je bila marca 2020 imenovana za vršilko dolžnosti direktorice Direktorata za kulturno dediščino na Ministrstvu za kulturo RS.
7. septembra 2020 je prejela Steletovo nagrado za življenjsko delo na področju konservatorstva za leto 2019.